# Vsesveatske, Mejova
Vsesveatske (în ucraineană Всесвятське) este un sat în comuna Preobrajenka din raionul Mejova, regiunea Dnipropetrovsk, Ucraina.

## Demografie
Componența lingvistică a localității Vsesveatske
     Ucraineană (91,85%)
     Rusă (8,15%)
Conform recensământului din 2001, majoritatea populației localității Vsesveatske era vorbitoare de ucraineană (91,85%), existând în minoritate și vorbitori de rusă (8,15%).